# NGC 246
NGC 246 (nota anche come C 56) è una nebulosa planetaria visibile nella costellazione della Balena.
Nota anche col nome di Nebulosa Teschio, è una nebulosa piuttosto estesa e brillante, isolata e perciò facile da trovare; anche in un telescopio da 150mm d'apertura presenta le sue caratteristiche: il disco è irregolare e mostra le tracce di una struttura ad anello; la stella centrale è di dodicesima magnitudine e il diametro reale della nebulosa che ha creato è di circa 6 anni-luce. La parte occidentale della nebulosa è notevolmente più luminosa e appare, usando le tecnica della visione distolta, anche in strumenti più piccoli. La distanza dal Sole è stimata sui 2100 anni-luce.